# Притиченко Борис Васильович
Борис Васильович Притиченко (рос. Борис Васильевич Притыченко, англ. Boris Pritychenko) — американський фізик-ядерник, випускник Харківського університету. Він збирає експериментальні дані, працює над базами даних з ядерної фізики і є головним редактором журналу Atomic Data and Nuclear Data Tables.

## Життя
Борис Притиченко народився в маленькому селі Забрама Брянської області в Росії, в 1 км від кордону з Україною. У 1979 році закінчив середню школу в місті Новогродівка Донецької області. Потім він навчався на фізико-технічному факультеті Харківського університету, який закінчив у 1985 році, здобувши диплом з експериментальної ядерної фізики. Після закінчення навчання з 1985 по 1991 рік працював науковим співробітником Інституту ядерних досліджень у Москві. Він також працював у Баксанській нейтринній обсерваторії.
У 1991 році Притиченко переїхав до США, і з 1991 по 1994 рік працював запрошеним науковцем у Центрі астрофізики елементарних частинок Університету Каліфорнії в Берклі. Згодом він вивчав фізику в Університеті штату Мічиган, здобувши ще один ступінь магістра в грудні 1996 року та ступінь доктора філософії у квітні 2000 року. Одночасно з 1994 по 2000 рік працював науковим співробітником Національної надпровідної циклотронної лабораторії.
З 2000 по 2003 рік Притиченко працював інженером у компанії Plumtree Software у Сан-Франциско.
З 2003 року він працює вченим у Національному центрі ядерних даних в Брукгейвенській національній лабораторії в Аптоні, штат Нью-Йорк. Він працює над бібліотеками EXFOR, ENDF/B-VII, компілює та оцінює експериментальні дані, розробляє програми для ядерної енергетики та астрофізики, керує веб-сервісами Національного центру ядерних даних. У 2010 році Притиченко отримав третій ступінь магістра — з управління технологічними системами від Університету Стоні-Брук.
Притиченко є автором понад 50 статей з ядерної фізики, ядерної астрофізики та ядерних даних. Він працює головним редактором журналу Atomic Data and Nuclear Data Tables, який видає Elsevier.